# Parwikursor
Parwikursor (Parvicursor remotus) – dinozaur z rodziny alwarezaurów (Alvarezsauridae); jego nazwa znaczy "mały biegacz".
Żył w okresie późnej kredy (ok. 83-71 mln lat temu) na terenach centralnej Azji. Długość ciała ok. 60-100 cm, wysokość ok. 30 cm, masa ok. 2 kg. Jego szczątki znaleziono w Mongolii.
Parwikursor był owadożernym dinozaurem z krótkimi kończynami przednimi i dłuższymi kończynami tylnymi. Jego głowa była podobna do głowy ptaków.